# 张涤生
张涤生（1916年6月—2015年8月19日），中国医学家，中国工程院院士，中国整复外科创始人之一，与宋儒耀并称为“中国整形外科之父”。曾是上海交通大学医学院终身教授、博士生导师，上海市第九人民医院院长、整复外科主任，上海市整复外科研究所所长、名誉所长。
张涤生毕业于国立中央大学医学院口腔医学系。

## 生平
1916年6月12日生于江苏省无锡县，父亲是银行会计，幼年时随父在长春、北京、天津等地生活。后回到无锡念初中，1932年就读于私立无锡中学。
1935年考入国立中央大学医学院（今第四军医大学）。1937年抗日战争爆发，随中大医学院西迁四川成都华西坝。1941年毕业于国立中央大学医学院，获医学学士学位。毕业后，在贵阳任“中国红十字会救护总队部”医师，从事治疗抗战伤员的工作。
抗战胜利后，1946年至1948年，在美国宾夕法尼亚大学学习整形外科，师从现代整形外科先驱罗伯特·H·艾维。
1948年回国，在美国教授来华举办的最早的整形外科进修班担任教员。1949年，在上海国立同济大学医学院任教。1950年，参加朝鲜战争中国医疗手术队，在长春成立了中国第一个烧伤整形中心。
1956年，任上海广慈医院（后更名为瑞金医院）口腔颌面外科主任，参与抢救丘财康，1964年担任整形外科主任。1966年随科迁到上海第九人民医院，先后担任上海第二医科大学附属第九人民医院整复外科主任、第九人民医院院长；创办上海市整复外科研究所，任所长。他主持的上海整复外科研究所，曾被国际权威整形外科专家称为“可同世界上任何一个同类专业中心媲美”。
1996年，当选为中国工程院医药卫生学部院士。

## 学术成就
张涤生创立了“烘绑疗法”概念，开创了中国淋巴学科先河。他是中国第一个应用显微外科技术进行科学实验的人，1964年开始做吻合小血管游离皮瓣的动物实验，1970年代初期逐步将显微外科应用于临床，是中国显微外科的创始人之一。
张涤生将显微外科与整形外科有机的结合，突破传统“整形外科”的观念，倡导把外形的修整与功能的恢复有机地统一起来，形成了以外形修整与功能恢复有机统一的“整复外科”新概念，从而使传统的整形外科得到空前的发展。 他认为，“整”是指对人体组织器官缺损畸形在形态上进行修整；“复”则是使病人在生理功能上进行最大限度的恢复。在张涤生的倡导下，整复外科已突破了以往“颌面整形”和“美容”的范畴，扩大了治疗范围，处理范围涉及各种先天或创伤的四肢畸形、颅颌面畸形以及烧伤畸形。

## 著作
主编：
- 《整复外科学》
- 《修复重建外科学》
- 《实用美容外科学》
- 《颅面外科学》
- 《整形外科手术图解》
- 《张涤生整复外科学》

## 学术兼职
- 中国康复医学会修复重建外科委员会主任委员
- 中华医学会整形外科学会副主任委员
- 国际显微外科大会主席
- 《美国整形外科学报》特邀主编